# Восточный ветер 2
Восточный ветер 2 (нем. Ostwind 2 - Rückkehr nach Kaltenbach) — немецкий художественный фильм 2015 года режиссёра Кати фон Гарнье с Ханной Бинке в главной роли, продолжение фильма "Восточный ветер" (нем. Ostwind) 2013. В Германии фильм вышел 14 мая 2015 года.

## Сюжет
Повзрослевшая Мика возвращается в бабушкино поместье и сразу замечает случившиеся за время её отсутствия перемены. Поместье Кальтенбах находится в упадке, практически на грани разорения. Чтобы поднять имидж конного клуба и привлечь новых инвесторов и учеников, Мика решает участвовать в крупных конных соревнованиях, но это требует как от девушки так и от её коня Оствинда напряженных тренировок и кропотливой работы над элементами верховой езды. Готовясь к турниру и Оствинд и Мика находят свою любовь: Оствинд встречает в лесу убежавшую белую кобылу невероятной красоты,  Мика - молодого человека по имени Милан, который безуспешно пытается поймать беглянку, чтобы вернуть её владельцам. Мика помогает Милану приручить белую лошадь, а Милан, который оказывается опытным конюхом, в свою очередь помогает Мике подготовить Оствинда к соревнованиям.

## В ролях
| Актер            | Роль                           |
| ---------------- | ------------------------------ |
| Ханна Бинке      | Мика Шварц                     |
| Янис Нивёнер     | Милан                          |
| Марвин Линке     | Сэм                            |
| Корнелия Фробёсс | Мария Кальтенбах, бабушка Мики |
| Тило Прюкнер     | Г-н Каан, дедушка Сэма         |
| Юрген Фогель     | Филипп Шварц, отец Мики        |
| Нина Кронъегер   | Элизабет Шварц, мать Мики      |
| Эмбер Бонгард    | Фанни                          |
| Генриетта Мораве | Тинка                          |